# Michel Noël (acteur)
Pour les articles homonymes, voir Michel Noël et Noël (homonymie).
Michel Noël, né Jean-Noël Croteau le 23 septembre 1922 et mort le 22 juin 1993, était un comédien, écrivain et chanteur québécois.

## Biographie
Michel Noël, fils unique, est né Jean-Noël Croteau à Québec le 23 septembre 1922. Son père, Jean Croteau, était à la fois comédien et chef cuisinier, tandis que sa mère, Blanche Langlois, exerçait le métier de couturière.
Dès son plus jeune âge, son père l'initia aux arts de la scène en lui permettant de participer aux représentations théâtrales de son théâtre. Michel Noël déclare : « J'ai toujours été comédien, depuis l'âge de 5 ou 6 ans, car mon père avait un théâtre ».
Très tôt, il développa une passion inextinguible pour les arts. Ses premières histoires mettaient en scène un détective nommé Foster. Doté d'un talent inné pour la narration, ce jeune auteur créait des aventures rocambolesques pour son inspecteur, alimentant chaque soir l'imagination des enfants qui se rassemblaient dans les escaliers de sa maison familiale pour connaître la suite captivante de ses récits…
Bien qu'il soit extrêmement athlétique et champion de course à pied, il envisagea brièvement une carrière de boxeur professionnel avant que son amour pour les arts ne prenne le dessus. En 1939, il rejoignit la troupe de théâtre du collège le Plateau où il poursuivit ses études collégiales. Il continua ensuite son parcours dans le monde du théâtre en interprétant des rôles de grands auteurs tels que Rostand et Molière.
Lors de la Seconde Guerre mondiale, il s'engagea dans l'Armée Show, ce qui attrista profondément sa mère. Il fut envoyé en mission pendant deux ans et fut blessé aux Pays-Bas. Après sa convalescence à Paris, il retourna au Québec le 8 décembre 1945. Peu de temps avant son retour, il remporta le concours littéraire de CKAC et commença à travailler en tant que rédacteur, chroniqueur et animateur matinal à la radio.
Le 1er juin 1946, il se maria avec Rita Céré,.
L'inauguration de la télévision de Radio-Canada en 1952 marque un tournant dans la vie de Michel Noël. Dès le début de la télévision de Radio-Canada, il apparaît dans plusieurs émissions de variétés. Il obtient l'un de ses premiers rôles à la télévision dans la série L'île aux trésors, où il incarne le capitaine Hublot de 1954 à 1957. Lui et ses compagnons y vivent de nombreuses aventures.
Il poursuit sa carrière en jouant dans plusieurs dramatiques telles que La Pension Velder, Toi et moi, Quelle famille! où il interprète le personnage d'Émile Brodeur, ainsi que dans des émissions de variétés telles que Clé de sol. Il est également présent dans des émissions destinées à la jeunesse. L'auteur, le conteur, le comédien et le chanteur ne font plus qu'un!
Il effectue des voyages en France et en Italie en 1951, ainsi qu'en France en 1961, où il remporte le Prix Chanson canadienne.
C'est en 1962 que Michel Noël crée le personnage du Capitaine Bonhomme, ainsi que tous les autres personnages et son univers, bien avant les émissions de télévision. Tous les droits sont réservés.
Le 17 septembre 1962 marque le début de la diffusion de l'émission Capitaine Bonhomme. Au départ, l'émission est diffusée du lundi au vendredi de 17h00 à 17h30.
Le 17 juin 1963, l'émission Le Zoo du Capitaine Bonhomme débute. Au départ, elle est diffusée du lundi au vendredi de 17h00 à 18h00, puis de 16h30 à 17h30 par la suite,. L'émission se poursuit jusqu'au 14 juin 1968. L'un des éléments mémorables de cette série est Les récits du Capitaine, une séquence quotidienne où le Capitaine Bonhomme raconte des histoires tout au long de la semaine.
Durant les années du Zoo du capitaine Bonhomme, Michel Noël, Gilles Latulippe et d'autres comédiens créent un spectacle intitulé Le Cirque du Capitaine Bonhomme. Ils partent en tournée à travers toute la province de Québec avec ce spectacle.
Le Capitaine Bonhomme fait son retour à Télé-Métropole dans une autre émission appelée Récits du capitaine. Cette émission est diffusée du lundi au vendredi de 12h00 à 12h30, du 23 septembre 1968 au 20 juin 1969. Il apparaît également le samedi matin de 9h00 à 10h00 dans une émission intitulée Le Capitaine durant la saison 1968-1969.
De 1967 à 1972, Michel Noël ouvre et dirige l'Univers des jeunes, un parc d'attractions à thème du Far-West situé à Sainte-Adèle. Le parc comprend un zoo avec une cinquantaine d'animaux et des chevaux pour le plus grand plaisir des visiteurs.
Le Zoo du Capitaine déménage ensuite au parc Belmont de 1973 à 1974.
L'édition de la semaine  du 8 au 15 août 1970 du Télé-Presse du journal La Presse titre « Le grand retour du capitaine » et présente un article sur Le Cirque du Capitaine, qui est présenté de 1970 à 1973. Selon l'article, l'émission sera diffusée du lundi au vendredi, initialement pendant une demi-heure puis par la suite pendant une heure.
De 1974 à 1979, Michel Noël crée le parc d'attractions Le Village du Far-West à Saint-Césaire. Le Capitaine Bonhomme y offre une rencontre entre le réel et l'imaginaire pour le plaisir de tous.
Il reprend son rôle du Capitaine Bonhomme pour la saison 1976-1977 de Télé-Métropole dans l'émission Pour tout l'monde et pour la saison 1977-1978, dans l'émission Samedi Midi avec Roger Gosselin.
Parallèlement, avant l'avènement de la télévision, Michel Noël se produit dans des cabarets, puis sur de nombreuses scènes de théâtres, universités, cégeps, salles de spectacles, et à la télévision aux côtés de Doris Lussier (le père Gédéon). Il enregistre plusieurs 45 tours et microsillons, et publie également plusieurs livres et bandes dessinées.
Michel Noël est le père de 4 enfants : Lise, Claude, Mireille et Marie-Josée.
Il décède à Mont-Saint-Hilaire, à 00 heure 01 minute, le 22 juin 1993, des suites d'une crise cardiaque.
En 2016, une exposition dédiée au Capitaine Bonhomme est créée :
" La Bibliothèque Armand-Cardinal de Mont-Saint-Hilaire vient de recevoir un important don de la famille de Michel Noël et prépare une exposition permanente que le public pourra visiter dès le 24 octobre. Grâce à sa famille, qui a su bien conserver ses archives, Le Capitaine et son équipage accostent à Mont-Saint-Hilaire au grand plaisir de tous."

## Filmographie
- 1954 - 1957 : L'Île aux trésors (série télévisée) : Capitaine Hublot
- 1957 - 1961 : La Pension Velder (série télévisée) : Philidor Papineau
- 1959 : L'Héritage
- 1962 : Capitaine Bonhomme (série télévisée) : Capitaine Bonhomme
- 1963 - 1968 : Le Zoo du Capitaine Bonhomme (série télévisée) : Capitaine Bonhomme
- 1968 - 1969 : Récits du capitaine[17] (série télévisée): Capitaine Bonhomme
- 1968 - 1969 : Le Capitaine (série télévisée): Capitaine Bonhomme
- 1969 - 1974 : Quelle famille! (série télévisée) : Grand-père Émile Brodeur
- 1970 - 1973 : Le cirque du Capitaine (série télévisée) : Capitaine Bonhomme
- 1975 : Pousse mais pousse égal
- 1976 : Chère Isabelle (série télévisée)
- 1976 - 1977: Pour tout l'monde (série télévisée): Capitaine Bonhomme
- vers 1977 - 1978: Samedi midi[18] (série télévisée): Capitaine Bonhomme
- 1992 : Coup de chance (TV)
- 2000 : Biographie: C'est le Capitaine Bonhomme. Non!  C'est Michel Noël, Canal D : Capitaine Bonhomme et Michel Noël

### Biographie
- 1982 Noël, Michel. Capitaine Bonhomme – « Les sceptiques seront confondus »[19], Éditions Québécor (240 pages)

### Roman-photo
- 1966 Noël, Michel. Les aventures du capitaine Bonhomme – On a volé le zèbre à carreaux[20], édité grâce à contribution de Lido Biscuit (56 pages)

### Bande dessinée
- 1973 Le Capitaine Bonhomme au Mexique – Dynamite et... tequila, Hatier (Bande dessinée; texte de Michel Noël; dessins de Bernard Groz et recherche de Roger Goulon; 48 pages)
- 1970 Les aventures du capitaine Nicolas Bonhomme – Les « Peanuts » sont cuites, Les Éditions Héritage (texte de Michel Servani [Michel Noël] et illustration de Gui Laflamme)
- 1977 Noël Michel (Textes), Laflamme Gui (Illustrations), Les récits abracadabrants du Capitaine Nicolas Bonhomme, roman illustré, Cercles des jeunes naturalistes, 24 pages.

### Journaux et Hebdomadaires
- LE CAPITAINE BONHOMME: 10,000 membres  -  "L'émission la plus populaire auprès des enfants est sans contredit le "Zoo du capitaine Bonhomme" qu'anime avec brio Michel Noël.", texte non-signé, Photo-Vedettes, 15 février 1964 (Vol.1 - No. 22), pages 16 à 19. Commentaire : Article avec de nombreuses photographies sur l'émission Le Zoo du capitaine Bonhomme et Michel Noël. Le personnage joué par Olivier Guimond s'appelle "Monsieur William".

- Michel Girouard, Le capitaine lance un nouvel album, article avec photographie au sujet du lancement de l'album On a volé le zèbre à carreaux, Métro-Express, vendredi 20 mai 1966, page 18.
- 1000e émission du Capitaine Bonhomme - Voici sa belle histoire, texte non signé, Nouvelle Illustrées, 20 avril 1968, pages 12 à 15. Commentaire : Long article avec de nombreuses photographies sur l'émission Le Zoo du capitaine Bonhomme.
- À l'horaire du 10 depuis 5 ans, voici la 1000e émission du « Capitaine Bonhomme »[21], texte non signé, Télé-Radiomonde, 27 avril 1968, page 11.
- Sans titre, reportage sur la venue du Capitaine Bonhomme à la Terre des Hommes, texte non signé, La Patrie, 26 mai 1968, page 36. Note : On peut voir dans ce reportage des photographies du Capitaine Bonhomme, son voilier et son équipage de corsaires.
- Au canal 10 : « Le Zoo du Capitaine Bonhomme » disparaît![22], texte non signé, Échos-Vedettes, 13 juillet 1968, page 5.
- Nouvelles émissions d'automne au canal 10[23], texte non signé, Télé-Radiomonde, 27 juillet 1968, page 5.
- Capitaine Bonhomme: le préféré des jeunes... de cœur, texte non signé, Télé-Radiomonde, 10 août 1968, page 28.
- Le « capitaine Bonhomme » m'a semblé déçu, moins heureux..., texte non signé, Nouvelles Illustrées, 19 octobre 1968, page 12. Extrait: Ça se limite en quelque sorte à un quart-d'heure par jour et de midi à midi quinze, à part de cela. Le samedi, on réserve une heure au Capitaine mais la formule est tellement nouvelle, tellement transformée qu'on s'y retrouve à peu près plus!. Commentaire sur la nouvelle émission Les récits du Capitaine de la saison 1968-1969.
- Le capitaine Bonhomme s'en va au cirque, texte de Claude Asselin et photos de Gilles Corbeil, Photo journal, semaine du 25 au 31 mai 1970, page 10 et 11.
- Yves Leclerc, Article traitant du début de l'émission Le Cirque du Capitaine intitulé Le grand retour du Capitaine, tiré de La Presse, Télé-presse, semaine du 8 au 15 août 1970, pages 1, 16 et 17.
- Le capitaine Bonhomme se lance dans la dépense!, texte non signé, Télé-Radiomonde, 21 novembre 1970, page 11. Commentaire : Article avec photographies d'un épisode exceptionnel du Cirque du capitaine avec des numéros de cirque: cheval savant, chien acrobate, etc. On y apprend également que l'équipe du Capitaine comprend l'oncle Pierre, Madame Irma (Marthe Choquette) et le clown Bou-Bou[24].
- Bientôt dans "Photo Journal", les aventures du Capitaine Bonhomme! (publicité), Photo Journal, 10 janvier 1972, page 25.
- Colette Chabot, Le zoo du Capitaine Bonhomme, Le petit journal, 20 au 26 avril 1972, cahier spectacle, page 2.
- Le Capitaine Bonhomme ne déteste pas Patof, Télé Radio Monde, 2 septembre 1972, page 30.
- Alain Lamothe, Son choix est fait! Marthe Choquette préfère jouer pour les enfants, La Patrie, 14 septembre 1972, page 45.
- Mon chum c'est le Capitaine Bonhomme et Patof au cirque du Capitaine Bonhomme, Photo-Vedettes, 23 septembre 1972, pages 4 & 5.
- Le Capitaine Bonhomme : Patof n'est pas une vedette, Télé Radio Monde, 3 mars 1973, page 20.
- Photographie et description de la distribution de l'équipe du Capitaine Bonhomme dans le cadre de l'émission Pour tout l'monde, Télé-Presse, La Presse, 2 octobre 1976, page 19.
- Quelques perles du capitaine, texte non signé, Le Journal de Montréal, supplément Boomers Dimanche le 20 février 2011, pages 1, 4 et 5. Commentaire : série de textes à propos du capitaine Bonhomme. Témoignages de Gilles Latulippe et Roger Giguère.

### Autres
- 1967-1972 Série de cartes postales concernant l'Univers des jeunes, un parc d'amusement situé à St-Adèle, publiée par Puc, Unic, aucune année indiquée mais la parc d'amusement fut ouvert de 1967 à 1972.
- 2011 Les mémoires du Capitaine Bonhomme : Le dernier des éléphants roses, roman, Cahiers Mireille Noël.

## Discographie

### Albums
- 1961 Chantons avec Michel Noël (Alouette, ALP-252)
- 1965 Michel Noël (Carnaval, C-487)
- 1965 Charme et fantaisie (Carnaval, C-499)
- 1965 Des histoires... des chansons... avec le Capitaine Bonhomme (Totem, TM 500; Réédition 1965? Disques Pierrot, P 7006[25] )
- 1971 Le Capitaine Bonhomme (Trans-Canada, TCM 978)[26]
- 1981 Michel Noël et le Capitaine Bonhomme (Visa, VI-81001)

### Simples
- 1948 C'était, c'était – Débit de l'eau débit de lait (Apex, 16787)
- 1948 Le retour des saisons – Quand tu reverras ton village (Apex, 16788)
- 1948 Pigalle – Hello baby, mademoiselle (Apex, 16790)
- 1948 Fleur de Paris – Feu follet (Apex, 16791)
- 1948 Ballerina – Le gros Bill (Apex, 16792)
- 1948 Dans les plaines du far-west – J'ai deux amours (Apex, 16793)
- 1950 Madama toucha pas banana – Je n'en connais pas la fin (Quality, Q 5186)
- 1950 Danse avec moi – Mon complet gris (Quality, Q 5187)
- 1950 Sans amour – Oh mama mama (Quality, Q 5192)
- 1950 Départ express – Yolande (Quality, Q 5198)
- 1950 La marchina – L'orgue des amoureux (Quality, Q 5204)
- 1957 Les perceurs de coffre-fort – Le voyage de noce (Pathé, 52 131)
- 1957 Toi et moi – Sur la rue Ste Catherine (Fleur-de-Lys, FL 108)
- 1959 L'père Gédéon s'en va t'au marché – Adieu pays que j'aime (Fleur-de-Lys, FL 136)
- 1960 Le p'tit canard – La catling (Artisan, 703)
- 1960 C'est ma Norvège – Le bruit mystérieux (Alouette, AL 797)
- 1960 La chanson du grillon – Désirée (Alouette, AL 807)
- 1963 Maman – Fido (Vénus, VS 3040)
- 1964 Capitaine Bonhomme : Les pirates du Yang-Tsé – Dans les griffes du gorille[27] (Dinamic, DC-2024)
- 1965 Capitaine Bonhomme : Le capitaine Bonhomme (thème) [28],[29] – Freddie Washington (Totem, STM 500024)

### Cassette audio
- 1987 Les aventures du Capitaine, Aventure dans l'Île-aux-Jouets - La plus récente aventure du Capitaine Bonhomme, Éditeur: Marie-Antoinette, Aucune indication de numéro de produit

### Compilations
- 1996 Michel Noël (Fonovox, Vox 7828-2)

### Collaborations et performances en tant qu'artiste invité
- 1977 Pour les enfants – Volume 1. La majorette [Dany Aubé] – En ambulance [Midas et Oncle Pierre] – J'aime bien [Capitaine Bonhomme] – Dans la forêt canadienne [Farfadou et Farfadette] – C'é t'y assez fort [Nestor] – Une histoire [Capitaine Bonhomme] – L'ourson de peluche [Dany Aubé] – Ernest le Kangourou [Farfadou et Farfadette][30]. (Pantin, PTN 11907, Compilation)
- 1977 Pour les enfants – Volume 2. À Paris [Midas et Oncle Pierre] – Ma casquette [Dany Aubé] – Farfadou toreador [Farfadou et Farfadette] – Sur mon bateau [Capitaine Bonhomme] – Chu d'bonne humeur [Nestor] – À dos de tortue sous les mers [Farfadou et Farfadette] – Mon petit lutin [Dany Aubé] – L'aventure polaire [Capitaine Bonhomme] – Le départ pour l'Afrique [Midas et Oncle Pierre][30]. (Pantin, PTN 11910, Compilation)